# تموين

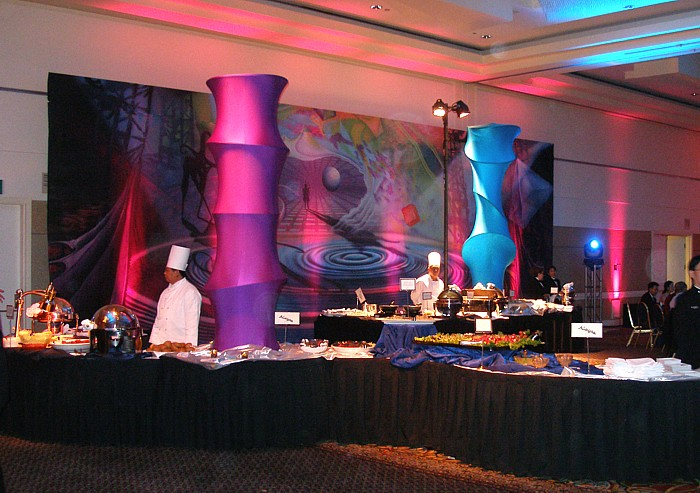

التموين أو الإعاشة (بالإنجليزية: Catering)‏ هو أي عمل تجاري لتزويد وتجهيز الأغذية لمواقع بعيده مثل الفنادق، المنازل العامة وغيرها من المواقع المختلفة.

## التموين المتنقل
و يستعمل هدا اللفظ عموما في مجال النقل الجوي

## تموين السفن
المتاجرة بالغذاء في السفن